# Sonceboz-Sombeval
Sonceboz-Sombeval é uma comuna da Suíça, localizada no Cantão de Berna, com 1.779 habitantes, de acordo com o censo de 2010 . Estende-se por uma área de 15,01 km², de densidade populacional de 118 hab/km². Confina com as seguintes comunas: Corgémont, Orvin, La Heutte e Tavannes
A língua oficial nesta comuna é o francês, uma vez que Sonceboz-Sombeval está localizada na parte do cantão denominada Jura Bernense (Jura Bernois), que é a sua porção francófona.

## Idiomas
De acordo com o censo de 2000, a maioria da população fala francês (81,5%), sendo o alemão a segunda língua mais comum, com 12,1%, e, em terceiro lugar, o italiano, com 3,2%.